# Comuna Lîsanivți, Stara Sîneava
Lîsanivți (în ucraineană Лисанівці) este o comună în raionul Stara Sîneava, regiunea Hmelnîțkîi, Ucraina, formată din satele Lîsanivți (reședința) și Pankivți.

## Demografie
Componența lingvistică a comunei Lîsanivți
     Ucraineană (99,19%)
     Alte limbi (0,81%)
Conform recensământului din 2001, majoritatea populației comunei Lîsanivți era vorbitoare de ucraineană (99,19%), existând în minoritate și vorbitori de alte limbi.